# Zentraler Omnibusbahnhof Hamburg

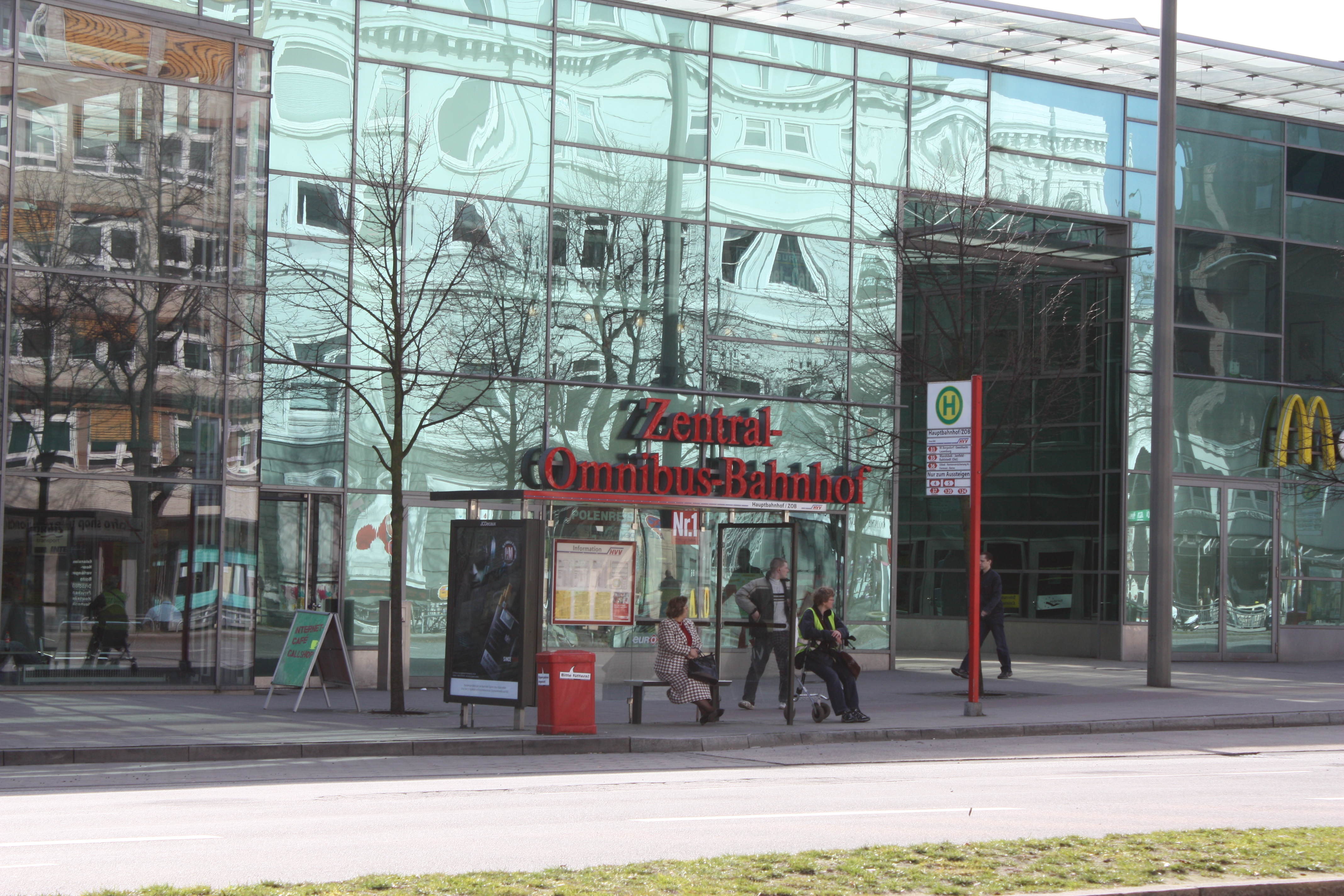
Haltestelle der Stadtbusse an der Adenauerallee

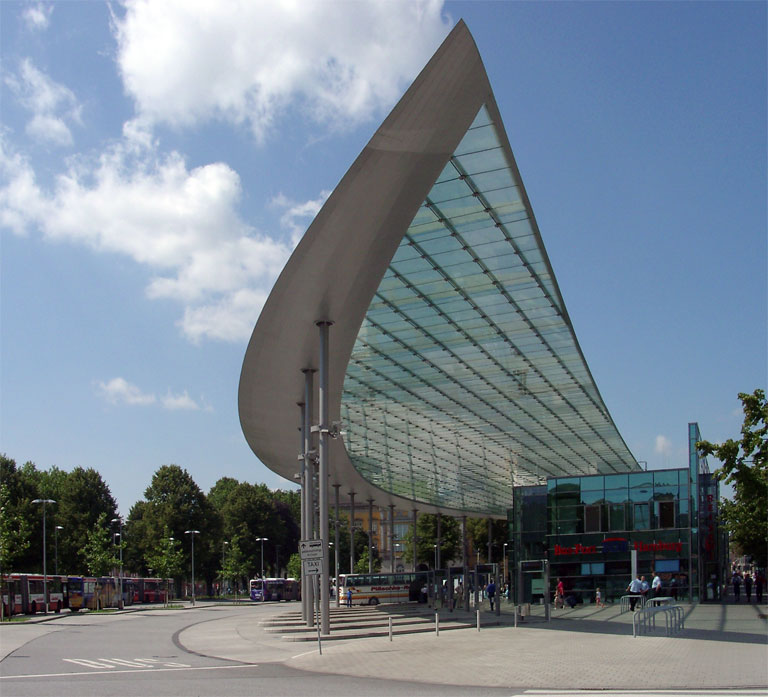
Das markante neue Dach des ZOB Hamburg

Der Zentrale Omnibusbahnhof (ZOB) Hamburg ist die zentrale Haltestelle für den innerdeutschen- sowie den grenzüberschreitenden Fernbusverkehr von, nach und über Hamburg. Er wird auch als Bus Port Hamburg bezeichnet. Er liegt im Stadtteil St. Georg an der Adenauerallee direkt südöstlich vom Hauptbahnhof.
Anfang der 2000er Jahre wurde die aus der Nachkriegszeit von 1950 stammende Anlage vollständig umgestaltet und deren Gebäude neu gebaut. Der Entwurf für den neuen ZOB ist aus einem internationalen Architektenwettbewerb hervorgegangen. Er zeigt sich im Stadtbild als großes, transluzentes Dach, das über dem Gelände schwebt. Dieses Dach, nachts beleuchtet, wird zum weithin sichtbaren Signet des neuen ZOBs und gibt ihm ein unverwechselbares Erscheinungsbild.
Das annähernd kreisabschnittförmige Dach steht auf einer dem Bogen der Bussteige folgenden Kolonnade und kragt zur Straße hin weit aus. Es wird durch einen sichelförmigen Ringträger mit angeschlossenen Kragträgern gebildet und steht auf 21 schlanken Stützen von 11 m Höhe. Darunter ist eine großflächige Glaseindeckung angehängt. Bei einer Länge von 170 m und einem Stich von 29 m wird eine Fläche von 3.400 m² überdeckt.
Die international verbreitete buchtenartige Anordnung der Bussteige, wo die Busse mit ihrer Front zum Einsteigen vor dem Gebäude stehen, wurde hier zum ersten Mal in Deutschland realisiert. Die nun im Gegensatz zu früher im Uhrzeigersinn befahrene Anlage wurde am 24. Mai 2003 eröffnet.
2006 erhielten das Bauwerk, der Bauherr und die Planer, das Architekturbüro ASW Architekten Silcher, Werner und Redante aus Hamburg und das Ingenieurbüro Schlaich Bergermann und Partner aus Stuttgart, den „Outstanding Structure Award“ der IABSE.

## Zahlen
2013 gab es 38.830 Abfahrten am Hamburger ZOB, die von geschätzt etwa drei Millionen Fahrgästen genutzt wurden. Die Verbindung mit der größten Nachfrage war die nach Berlin, die im Frühjahr 2014 über 30-mal täglich angeboten wurde. Seit der Öffnung des Marktes 2013, sind die An- und Abfahrten weiter angewachsen.
Im Jahr 2019 verzeichnete der ZOB fast 90.000, Tendenz weiter steigend.
2020 brach – bedingt durch die Corona-Pandemie – das Fern- und Reisebusgeschäft dramatisch ein und die An- und Abfahrten erreichten wieder den Wert von 2013. Seit dem Juli 2021 haben viele Busunternehmen ihre Fahrten wieder aufgenommen und ein Aufwärtstrend bezüglich des Marktes ist zu erkennen.

## Anbindung an den ÖPNV
Der ZOB verfügt über einen direkten Zugang zum Zwischengeschoss des U-Bahnhofs Hauptbahnhof Süd (U-Bahn-Linien U1 und U3). Über dieses lässt sich auch der etwa zwei bis drei Fußminuten entfernte Hauptbahnhof mit dem Fern- und Regionalverkehr sowie der S-Bahn erreichen.
Der ZOB wird außerdem von den in den HVV eingegliederten Metrobuslinien 2, 5, 16, 18 und 19, den Expressbuslinien X35 und X80, den Stadtbuslinien 120, 122, 124 und 224 sowie den Nachtbussen 606, 608, 609 und 619 bedient.

## Betreiber
Betreiber des ZOB ist die Zentral-Omnibus-Bahnhof „ZOB“ Hamburg GmbH, die mehrheitlich mit 72,12 % der stadteigenen Hamburger Hochbahn AG (HHA) gehört. Auch die Verkehrsbetriebe Hamburg-Holstein (VHH) sind an der Gesellschaft mit 11,54 % beteiligt. In den 1960er Jahren begannen und endeten hier zahlreiche Buslinien der VHH mit teilweise sehr dichtem Verkehr über Billstedt Richtung Bergedorf – Geesthacht – Lauenburg / Wentorf / Reinbek, Glinde – Neuschönningstedt – Trittau, über Rahlstedt nach Großensee nach Trittau, aber auch über Eidelstedt und Quickborn nach Bad Bramstedt / Hohenwestedt und Lutzhorn.
Spätestens 2019 sind die Überliegeplätze für die hier endenden Busse des innerstädtischen Linienverkehrs fast vollständig vom ZOB auf das östlich davon liegende Gelände der früheren Straßenbahnkehre verlegt worden. Dieses Gelände wird jedoch nicht durch die ZOB Hamburg GmbH betrieben.

## Barrierefreiheit
Der Busbahnhof ist ebenerdig erreichbar und hat ein barrierefreies WC, der Eingang zur Wartehalle ist per Rollstuhl passierbar. Blindenleitlinien sind teilweise vorhanden, ebenso Blindenschrift im Aufzug und an der Treppe.